# Peter Siddell
Peter Graham Siddell (1935–2011) est un important peintre figuratif néo-zélandais.

## Biographie
Siddell est né à Auckland et a étudié à Mt Albert Grammar School (en) et à l'Auckland College of Education (en). En 1960 il a épousé l'artiste Sylvia Siddell, avec laquelle il a vécu à Auckland. Ils ont eu deux filles. Siddell s'est consacré à la peinture à plein temps à partir de 1972, date de sa première exposition personnelle. Il a ensuite participé à de nombreuses expositions dans des galeries publiques ou privées.
Les tableaux de Siddell représentent principalement les environs d'Auckland. Bien qu'ils semblent dépeindre des lieux réels, ils possèdent une composante subjective et peuvent être décrites comme relevant du réalisme magique plutôt que du pur réalisme. Ces paysages urbains sont vides, mais suggèrent avec insistance des événements qui se dérouleraient hors-cadre. De ce point de vue, son œuvre peut être comparée avec la peinture métaphysique de Giorgio De Chirico.
Des œuvres de Siddell font partie des collections permanentes de toutes les galeries d'art importantes de Nouvelle-Zélande, ainsi que dans de nombreuses collections privées. En 1990, il a été fait Companion du Queen's Service Order (en), et en 2008 Distinguished Companion de l'ordre du Mérite de Nouvelle-Zélande.
En 2008, on lui a diagnostiqué une tumeur du cerveau inopérable.
En février 2011, Random House New Zealand a publié une monographie couvrant toute sa carrière, The Art of Peter Siddell.
Siddell est mort le 24 octobre 2011.
Il est seulement le deuxième artiste néo-zélandais à avoir été anobli, le premier ayant été Toss Woollaston.